# Râul Albești, Bahluieț
Râul Albești este un curs de apă, afluent al râului Bahluieț. 